# New Hope (Alabama)
 New Hope és una població dels Estats Units a l'estat d'Alabama. Segons el cens del 2000 tenia 2.539 habitants.

## Demografia
Segons el cens del 2000, New Hope tenia 2.539 habitants, 1.033 habitatges, i 729 famílies. La densitat de població era de 111 habitants/km².
Dels 1.033 habitatges en un 34,2% hi vivien nens de menys de 18 anys, en un 54,1% hi vivien parelles casades, en un 12,3% dones solteres, i en un 29,4% no eren unitats familiars. En el 26,8% dels habitatges hi vivien persones soles l'11,3% de les quals corresponia a persones de 65 anys o més que vivien soles. El nombre mitjà de persones vivint en cada habitatge era de 2,46 i el nombre mitjà de persones que vivien en cada família era de 2,97.
Per edats la població es repartia de la següent manera: un 26% tenia menys de 18 anys, un 8,5% entre 18 i 24, un 30,8% entre 25 i 44, un 21,4% de 45 a 60 i un 13,3% 65 anys o més.
L'edat mediana era de 36 anys. Per cada 100 dones hi havia 90,5 homes. Per cada 100 dones de 18 o més anys hi havia 89,5 homes.
La renda mediana per habitatge era de 31.458 $ i la renda mediana per família de 39.427 $. Els homes tenien una renda mediana de 30.852 $ mentre que les dones 20.263 $. La renda per capita de la població era de 15.655 $. Aproximadament el 8,2% de les famílies i l'11,4% de la població estaven per davall del llindar de pobresa.

## Poblacions properes
El següent diagrama mostra les poblacions més properes.